# Habarovszk
Habarovszk város Oroszország távol-keleti részén, a Habarovszki határterület közigazgatási központja. Az Orosz Távol-Kelet második legnagyobb városa Vlagyivosztok után.
Lakossága: 577 441 fő (a 2010. évi népszámláláskor).

## Fekvése
A város az Amur folyó jobb partján, az Usszuri folyó torkolatánál, a kínai határtól mindössze 30 km-re, a Közép-Amuri síkságon helyezkedik el. Távolsága Moszkvától a transzszibériai vasútvonalon számítva 8533 km.

## Története
A várost 1858-ban, mint katonai támaszpontot hozták létre. Jerofej Pavlovics Habarov a 17. században élt orosz felfedező és utazó tiszteletére nevezték el Habarovkának. 1880-tól a Tengermelléki terület adminisztratív központja. 1893-ban hivatalosan átnevezték Habarovszknak. 1938-tól a Habarovszki kerület központja.

## Gazdasági élet, közlekedés

### Gazdaság
A város gazdaságában meghatározó a nehézipar.

### Közlekedés
Habarovszk repülőtere (IATA: KVH, ICAO: UHHH) a várostól 10 km-re található. Hivatalos nemzetközi repülőtér, amely képes minden forgalomban lévő repülőgéptípus fogadására. Naponta több járat köti össze Moszkvával és más orosz városokkal. 8 orosz és 5 külföldi légitársaság indít innen járatokat.
A nemzetközi viszonylatok elsősorban a távol-keleti városokkal kötik össze. (Phenjan, Szöul, Ho Si Minh-város, Niigata, Aomori, Kuangtung (Kanton) stb.)

## Oktatás, kultúra
A Habarovszkban található Csendes-óceáni Állami Egyetem a Távol-Kelet egyik legnagyobb felsőoktatási intézménye. Több mint 21 000 hallgatója van. Az egyetem elődjét, a Habarovszki Útépítő Főiskolát 1958-ban alapították. Ezt 1962-ben átszervezték, ekkor lett Habarovszki Műszaki Főiskola, majd 1992-ben Habarovszki Állami Műszaki Egyetem.
A Csendes-óceáni Állami Egyetem elnevezést és a velejáró akkreditációt 2005-ben kapta az egyetem.

## Testvérvárosok
- Niigata, Japán (1965)
- Portland, USA (1988)
- Victoria, Kanada (1990)
- Harbin, Kína (1993)
- Pucshon, Dél-Korea (2002)
- Sanya, Kína (2011)
- Cshongdzsin, Észak-Korea (2011)

## Habarovszk neves szülöttei
- Jevgenyij Viktorovics Pljuscsenko, orosz műkorcsolyázó, olimpiai bajnok (* 1982. november 3.)

- Adolf Szolomonovics Sájevics, Oroszország főrabbija (* 1937. október 28.)

## Források

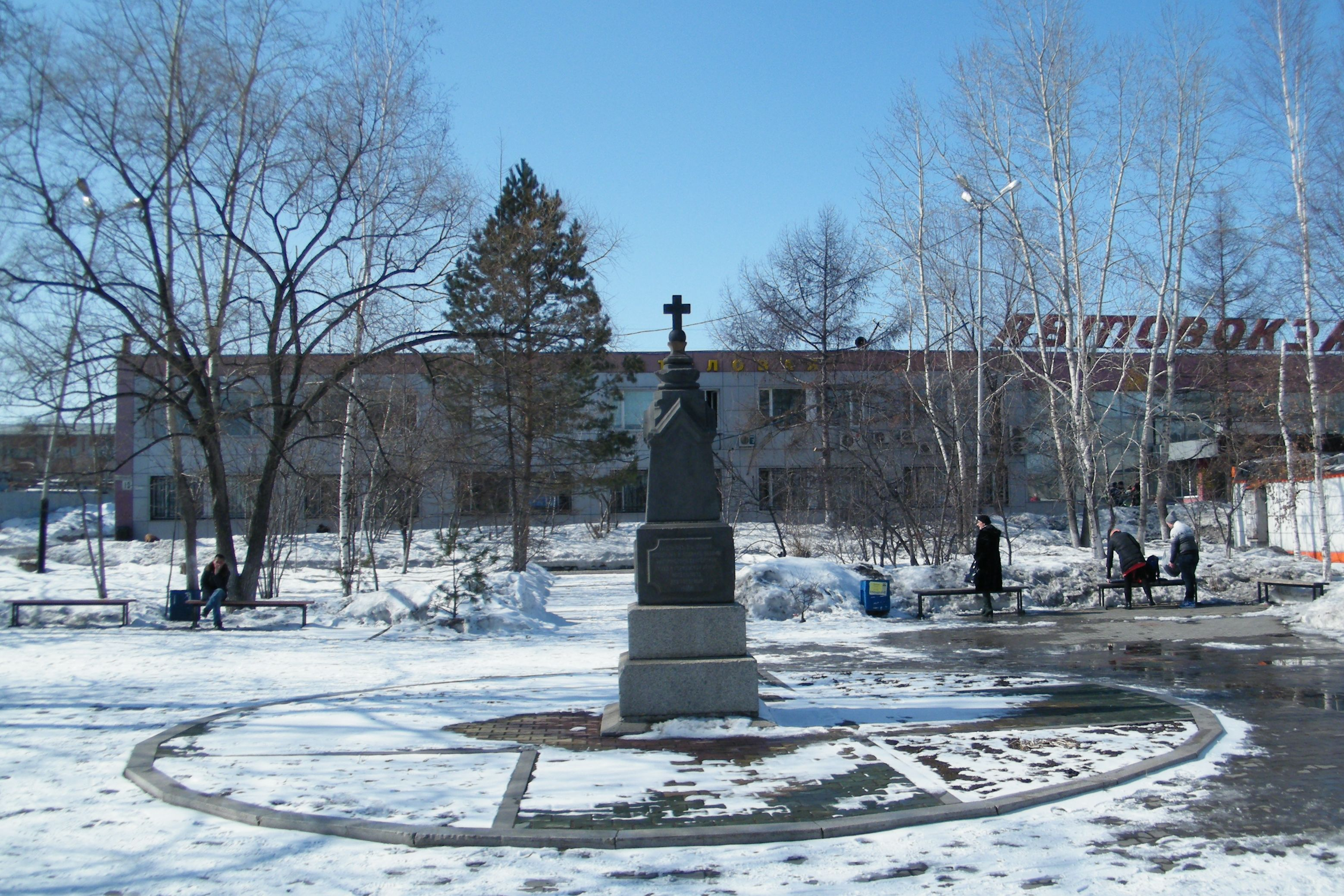
A hadifogságban meghalt I. világháborús osztrák−magyar és német katonák emlékműve